# Marzola
La Marzola (1.738 m s.l.m.) è il monte che separa la valle dell'Adige dalla Valsugana e su cui sorgono gli abitati di Villazzano e Povo, sobborghi di Trento. Vi nasce, in località Terre Rosse, il torrente Rombonos.

## Storia
Lungo i vari sentieri che conducono alla cima, si trovano diverse fortificazioni militari difensive della prima guerra mondiale, come trincee, batterie e blockhaus tra le quali:
- la batteria Marzola;
- il blockhaus Marzola;
- la batteria in caverna Le Finestrelle.

La Marzola potrebbe essere considerata l'estrema difesa della città di Trento.
Il gruppo montuoso fu sconvolto dai lavori di costruzione delle fortificazioni in particolare tra il Settembre 1914 e il Maggio 1915 quando furono scavati 19 chilometri di trincee, circa 300 caverne, posati sul terreno 100.000 m² di filo spinato e abbattuti 200 ettari di terreno tra alberi e vegetazione. Tuttavia, nonostante la presenza di tali fortificazioni, non fu mai attaccato nel corso della guerra.

## Come raggiungere la cima
Per raggiungere la vetta (nord) si possono seguire diversi itinerari a seconda del punto di partenza:
- Dal passo del Cimirlo (734 m):
  - lungo il sentiero n. 411
  - lungo il sentiero attrezzato Giordano Bertotti, n. 418
- Dal rifugio Maranza, lungo il sentiero n. 411
- Da Vigolo Vattaro (734 m):
  - lungo il sentiero 440
  - lungo il sentiero 437
  - lungo il sentiero 438
- Da Susà (638 m), lungo il sentiero n. 433

### Dal passo Cimirlo

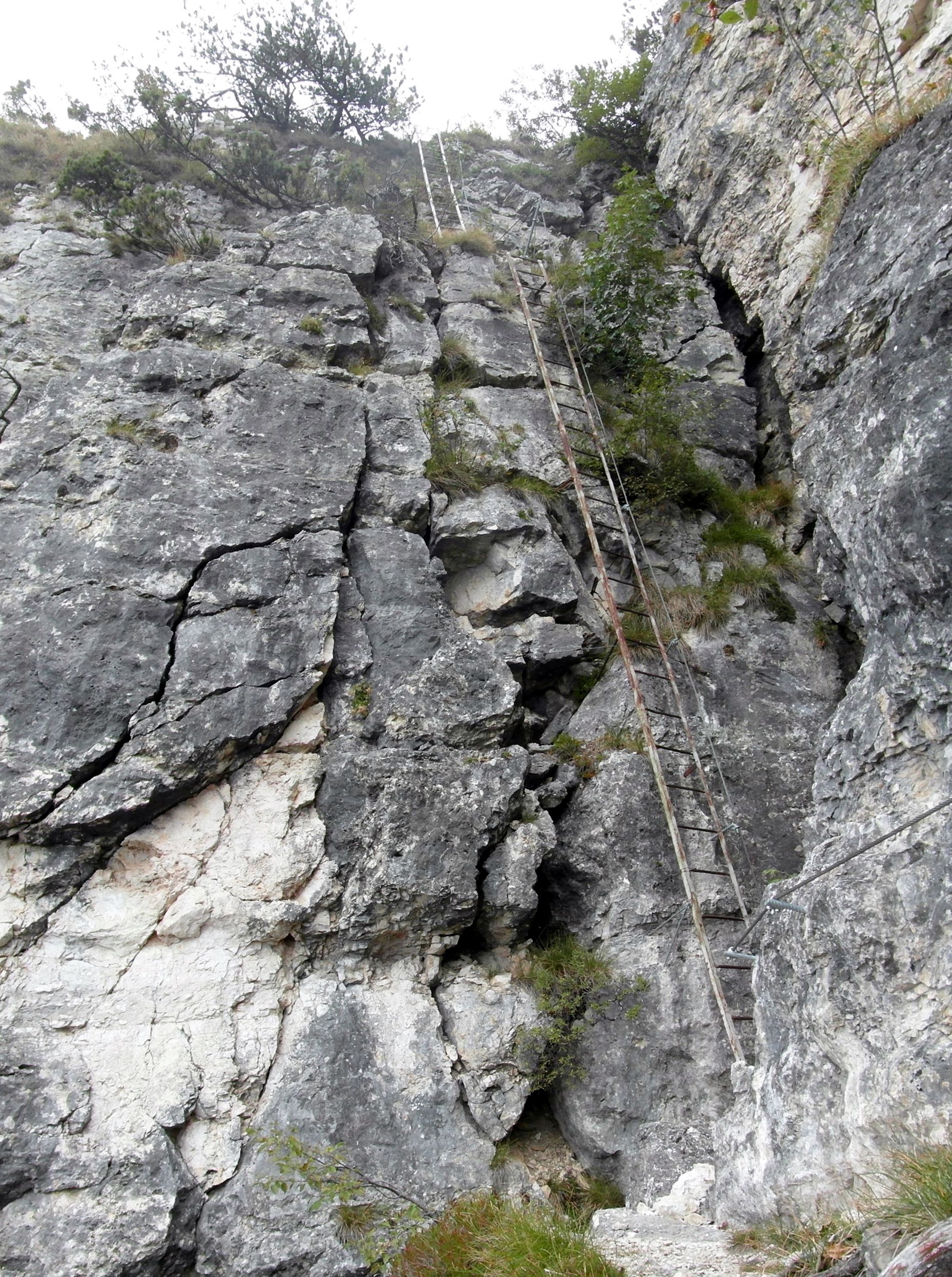
Le scale lungo il sentiero attrezzato Giordano Bertotti

È possibile raggiungere la cima della Marzola anche partendo dal passo del Cimirlo (734 m), facilmente raggiungibile in macchina da Trento o mediante la linea urbana numero 5 che arriva fino a Borino (554 m, in circa 40 minuti).
Dal passo si prosegue lungo la strada che raggiunge direttamente il rifugio Maranza e dopo circa 1,5 chilometri e aver passato l'inizio dei sentieri n. 411 e n. 427, si prende il sentiero n. 18 che conduce al sentiero attrezzato Bertotti, una facile via ferrata che raggiunge in circa 2 ore la croce di Chegul (1261 m) dopo aver superato due scale ed un ponticello.
Da qui si raggiunge il sentiero n. 411, via alternativa al sentiero attrezzato. Proseguendo verso sud, si passa accanto alla cima del monte Chegul (1311 m), per poi arrivare Al Doss dei Corvi (1475 m).
Proseguendo sempre lungo lo stesso sentiero, si arriva alla visione de L'omenet (1566 m), una caratteristica roccia su cui si trova una statuetta della Madonna. Proseguendo, in breve si raggiunge la cima della Marzola (1738 m). Da qui si gode di una bella vista a 360 gradi sulle montagne circostanti.
Da qui si scende e a breve si giunge la Sella della Marzola (1692 m) dove esistono diverse possibilità per la discesa: il sentiero n. 433 scende giù per Vigolo Vattaro o Susà, il sentiero n. 411 scende diretto verso il rifugio Maranza, mentre il n. 412 prosegue sempre verso sud per arrivare dapprima alla Croce Marzola di Villazzano (1736 m) e poi al bivacco Bailoni (1650 m) in 30 minuti dalla cima.

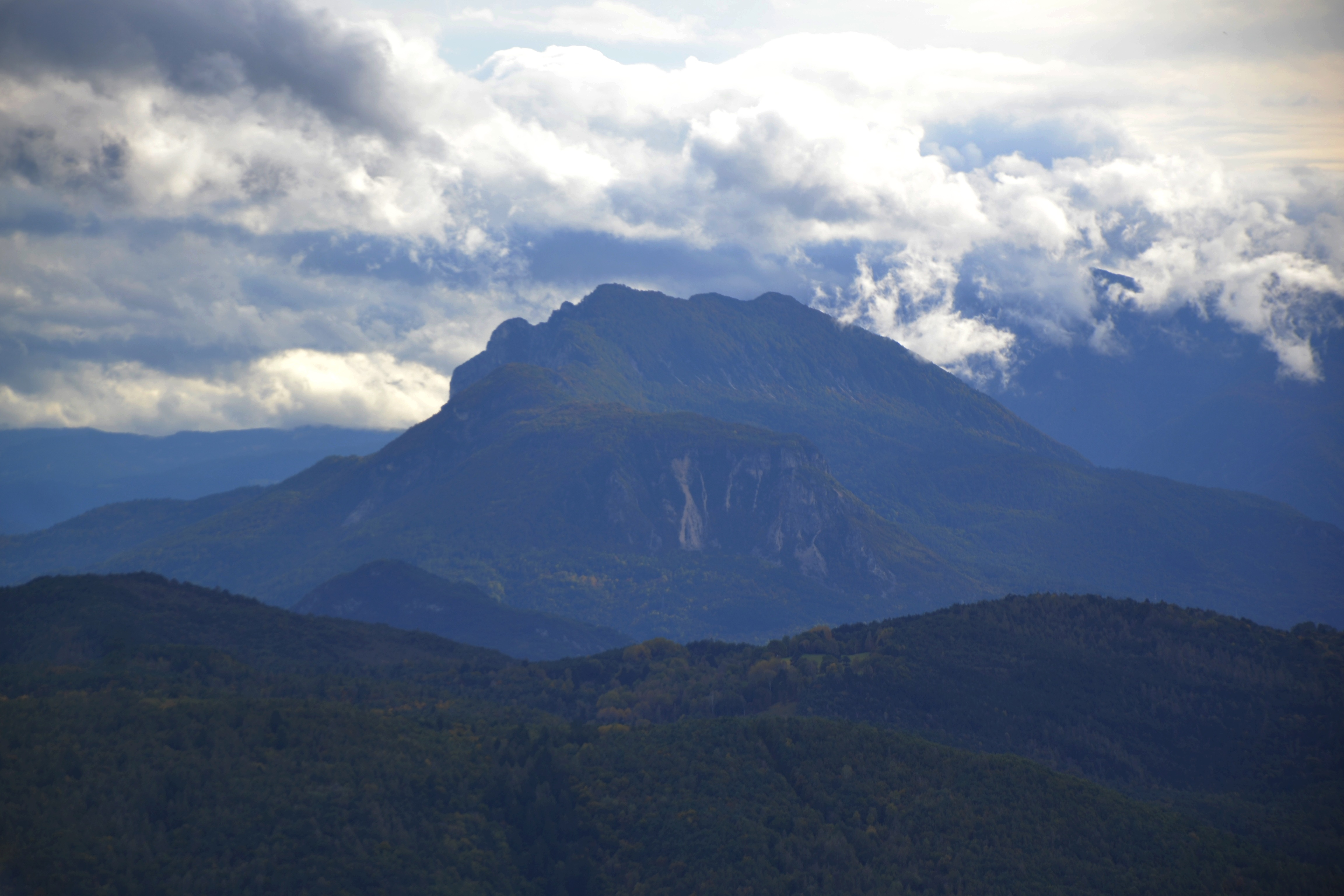
La Marzola vista dal Monte Corona, Giovo

Al bivacco si può nuovamente decidere la discesa da intraprendere: il sentiero n. 438 che conduce a Vigolo Vattaro e il n. 412 che invece porta al rifugio Maranza; percorrendo quest'ultimo, si ha la possibilità di ritornare direttamente al passo Cimirlo lungo la strada inizialmente percorsa (1072 m).

## Strutture ricettive

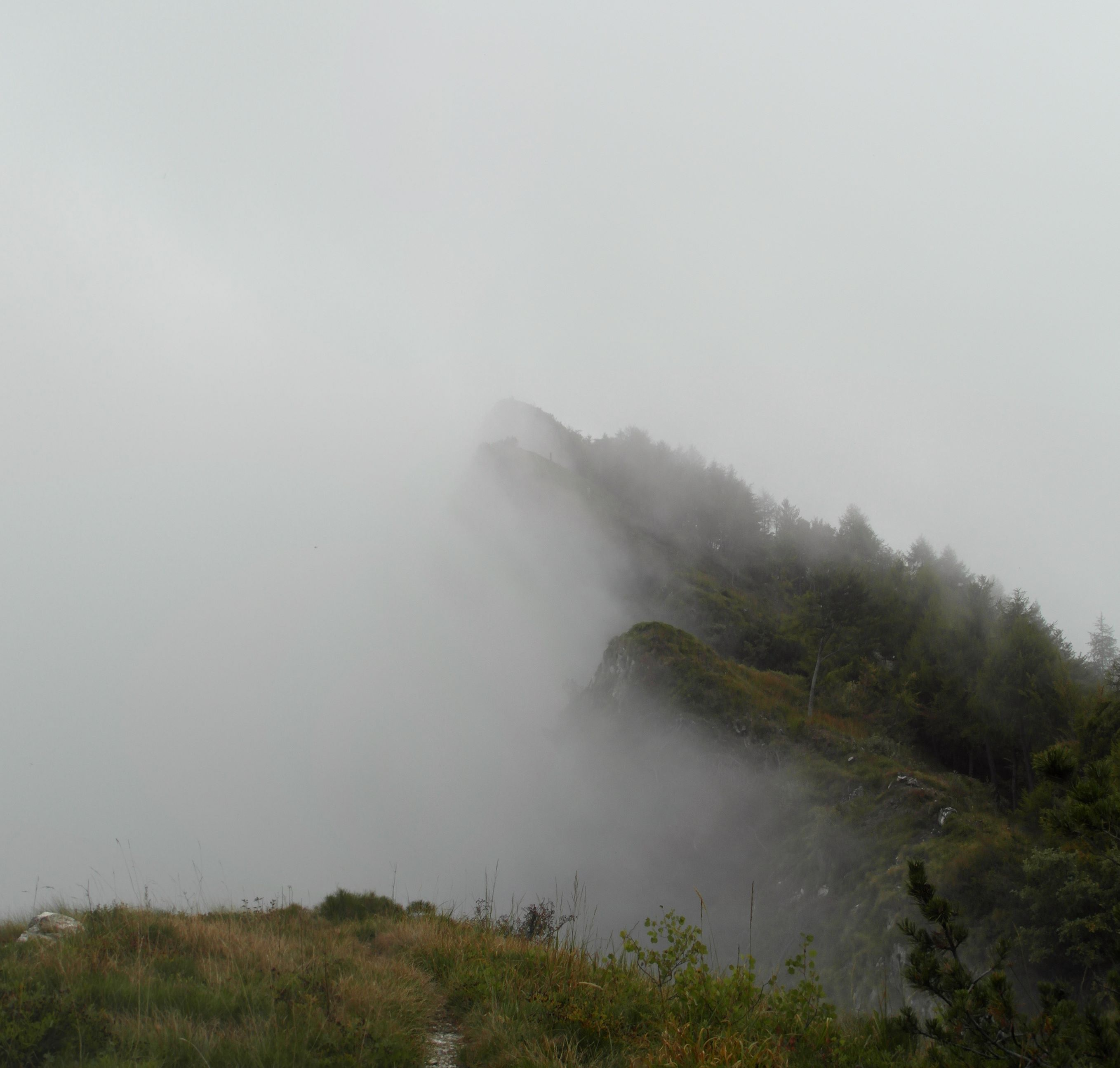
La cime della Marzola in mezzo alla nebbia

La Marzola ospita in quota e a sud il bivacco Bailoni (1650 m) costituito da una stanza principale dotata di stufa a legna e un soppalco. Attorno alla Marzola si trovano anche il rifugio Maranza (1072 m), il rifugio Prati (611 m) e la baita Fontana del Gai (1112 m) costituita da un corpo principale gestito da associazioni locali e da un piccolo bivacco.

## Cime minori

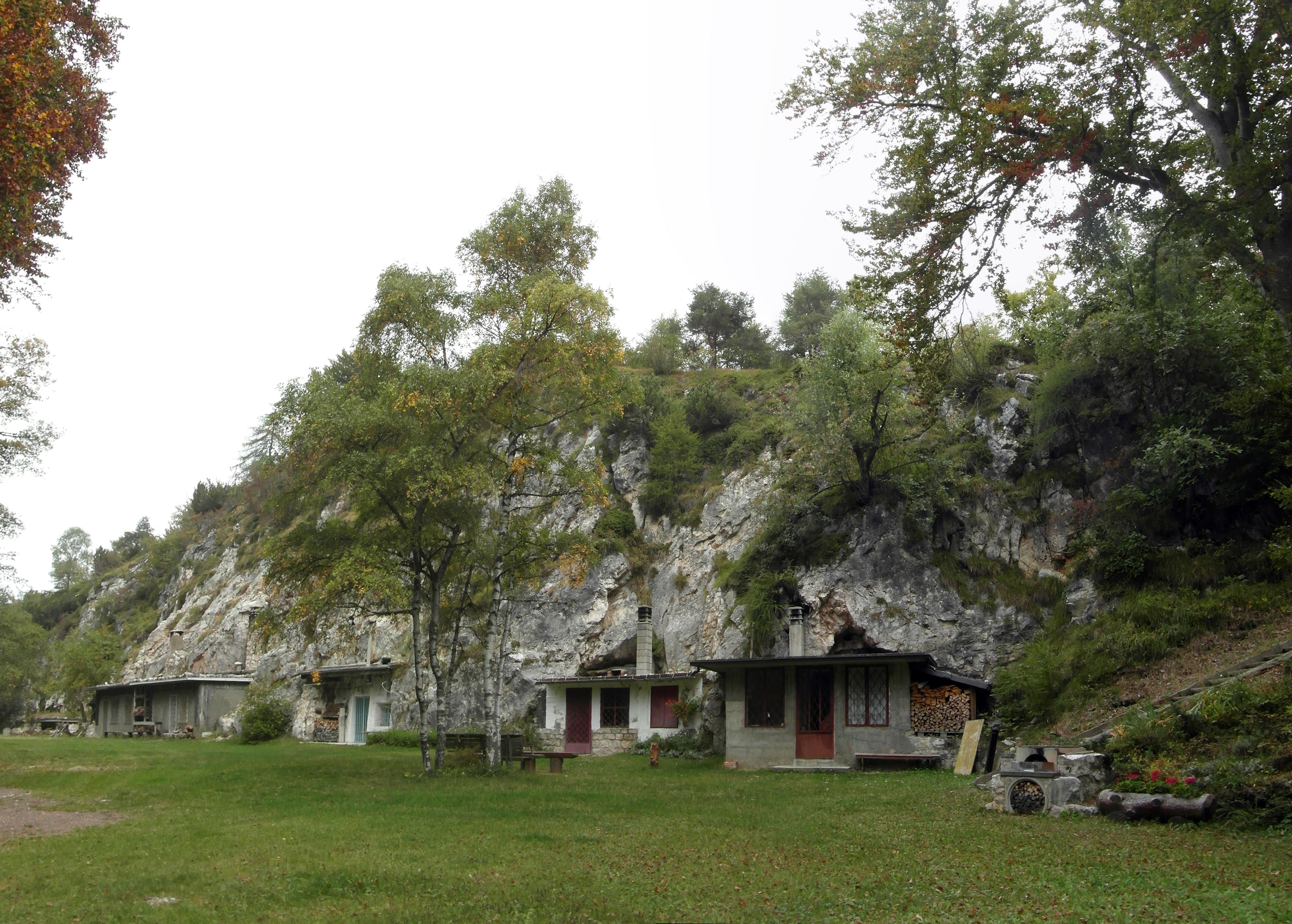
Alcuni baraccamenti austro-ungarici riadattati (Stoi del Chegul)

Oltre alla vetta della Marzola, attorno a questa si trovano diverse sottocime; da nord a sud: il monte Chegul (1331 m), il Dos dei Corvi (1475 m), i Crozzi Rossi (1468 m), L'Omeneto el Popo (1566 m) e la Croce Marzola di Villazzano (anche detta Marzola sud, 1736 m)

## Vie di comunicazione
Attorno alla Marzola passano importanti infrastrutture come la ferrovia della Valsugana, fra Trento e Venezia. Inoltre il passo del Cimirlo, sul versante nord della montagna resta tuttora un importante facilitazione naturale per il collegamento tra la valle dell'Adige e la Valsugana.

## Curiosità
Dalla Marzola prendono nome una serie di associazioni, gruppi sportivi, ecc. degli abitati di Povo e Villazzano.